# 어센션섬
어센션섬(Ascension Island)은 남대서양의 적도 근처에 위치한 화산섬으로 아프리카 해안으로부터 약 1,600 km, 남아메리카로부터 약 2,250km정도 떨어져 있다. 영국의 해외 영토인 세인트헬레나 어센션 트리스탄다쿠냐의 일부이며 본섬인 세인트헬레나섬은 남동쪽으로 1,300km정도 떨어진 곳에 있다.
이름은 섬이 발견된 날이 Ascension Day(승천일)인 것에 의해 지어졌다. 어센션섬은 비행정으로 세계를 돌아다니던 시절 항해자들과 비행자들에게 피난처와 석탄 공급처의 역할을 했고, 제 2차 세계대전중에는 해군기지와 비행장의 역할을 했고, 특히 대서양 전투 (1939년-1945년)중에는 대잠수함 전투기지로서 중요한 역할을 했다. 1815년 10월 22일부터 1922년까지 어센션섬에는 영국 해군들이 배치되어 있었다.
어센션섬에는 영국 공군과 미국 공군의 공동 기지, 유럽 우주국의 로켓 추적소, BBC 월드 서비스 어센션 중계소 등이 있다. 특히 이 섬은 포클랜드 전쟁때 영국 군대에 의해 중요하게 사용되었다. 어센션섬에는 GPS시스템에 쓰이는 다섯 군데의 제어국(나머지는 콰잘레인 환초, 디에고가르시아 섬, 콜로라도스프링스, 하와이주에 있다.)중 하나가 있다.

## 역사
1501년, 인도를 원정하고 있던 주앙 다 노바가 이끄는 포르투갈 함대가 발견하였다. 하지만 이러한 발견이 많이 알려지지 않았고, 2년 후 포르투갈 군인인 알폰소 앨버쿼키가 재발견하였다. 건조한 황무지였기 때문에, 섬은 어떠한 가치도 없는 상태였다. 이후 나폴레옹이 1815년에 세인트헬레나섬으로 구금되면서, 영국이 프랑스군을 경계하기 위해 소규모의 함대를 섬에 주둔시켰다. 따라서 어센션섬은 HMS어센션이나 돌 군함이라는 명칭으로도 불렸다.
1821년, 나폴레옹이 사망한 이후엔 서아프리카 근해에서 노예무역을 단속하는 함선의 보급 및 거점으로 기능하였다. 1823년부터 섬에는 영국 해병대가 주둔하기 시작했다. 이러한 이유로 섬은 1922년 칙령에 따라 세인트헬레나의 행정부 관할에 귀속될 때까지 영국 해군본부의 관할에 있었다.
1922년부터 1964년까지 섬은 이스턴 텔레그레프 사(1934년 케이블 앤 와이어리스로 사명을 변경)가 관리하였다. BBC는 어센션섬에서 아프리카에 방송을 하고 있으며, 영국 통신 회사와 케이블 앤 와이어리스도 섬을 통신 거점으로 현재까지 이용하고 있다.

## 군사
섬에 미국 육군이 제1차 세계대전 시기에 세운 비행장이 있다. 이 비행장은 급유 지점으로 쓰이고 있고, 미국과 아프리카의 통신을 잇고 있으며 포클랜드 제도와의 통신에도 쓰이고 있다. 현재도 미사일 기지로 사용되고 있다.
1982년 포클랜드 전쟁이 발발하면서 어센션섬은 영국군의 거점 기지가 되었다. 섬은 아르헨티나군의 공격 범위에서 벗어나 있었으나, 방위용으로 해리어 전투기가 배치되었다. 또한 발칸 폭격기가 어센션섬에서 출격하였는데, 포클랜드 제도에 폭격 작전을 실시하기도 하였다.

## 통신 및 연락

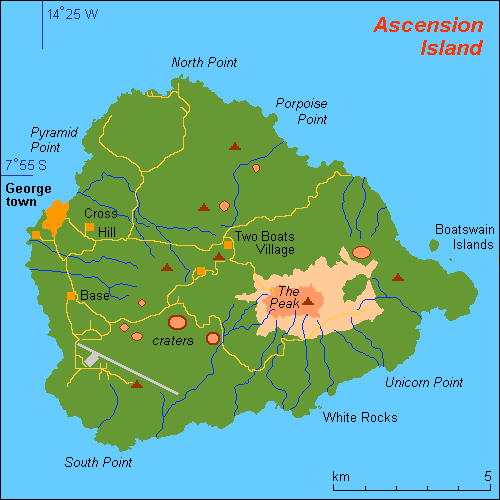
어센션섬의 지도

어센션섬은 해저 동축 케이블의 중계지역으로 기능하였는데, 영국, 포르투갈과 남아메리카, 서아프리카, 남아프리카를 잇고 있었다. 이 해저 동축 케이블은 지금은 폐지되었는데, 케이블 앤 와이어리스 사가 위성 통신 시스템을 운용하고 있다. 국제 전화 서비스 시스템의 유지 및 보수를 현재까지 하고 있고, 유럽 우주기관의 아리안 로켓 지구국 운용에 이용되고 있다.
1967년 BBC는 남아프리카와 남아메리카를 대상으로 하는 방송의 중계국을 이 섬에 설치하였다. 또한 미국은 위성 추적기지를 이 섬에 설치하여 운영하고 있다. 섬은 일반 선박 이외에 영국 국방부의 상선이 한 달에 한 번 입항한다. 미국의 보급선은 한 해에 4회 정도 입항하고 있다. 간혹 유람선도 기항하고 있고, 섬 주변의 풍부한 어장에서 조업하는 어선들도 이 섬에 입항한다.

## 지리
섬은 면적이 88 km2 정도로, 대서양 중앙 해령인 위도 남위 7도 56분, 경도 서경 14도 22분에 위치한다. 섬의 대부분은 현무암과 화산 쇄설물 언덕으로 덮여 있다. 섬에 있는 화산의 마지막 분화는 지금으로부터 약 600여년 전이었다. 섬의 최고봉은 그린 산(859m)이다. 섬의 기후는 아열대로, 산은 식물로 덮여 있다.

## 기후
| Georgetown, Ascension Island의 기후     | Georgetown, Ascension Island의 기후 | Georgetown, Ascension Island의 기후 | Georgetown, Ascension Island의 기후 | Georgetown, Ascension Island의 기후 | Georgetown, Ascension Island의 기후 | Georgetown, Ascension Island의 기후 | Georgetown, Ascension Island의 기후 | Georgetown, Ascension Island의 기후 | Georgetown, Ascension Island의 기후 | Georgetown, Ascension Island의 기후 | Georgetown, Ascension Island의 기후 | Georgetown, Ascension Island의 기후 | Georgetown, Ascension Island의 기후 |
| 월                                      | 1월                                 | 2월                                 | 3월                                 | 4월                                 | 5월                                 | 6월                                 | 7월                                 | 8월                                 | 9월                                 | 10월                                | 11월                                | 12월                                | 연간                                |
| --------------------------------------- | ----------------------------------- | ----------------------------------- | ----------------------------------- | ----------------------------------- | ----------------------------------- | ----------------------------------- | ----------------------------------- | ----------------------------------- | ----------------------------------- | ----------------------------------- | ----------------------------------- | ----------------------------------- | ----------------------------------- |
| 역대 최고 기온 °C (°F)                  | 31.7 (89.1)                         | 31.7 (89.1)                         | 31.7 (89.1)                         | 32.2 (90.0)                         | 31.7 (89.1)                         | 30.6 (87.1)                         | 30.6 (87.1)                         | 28.9 (84.0)                         | 28.9 (84.0)                         | 28.9 (84.0)                         | 30.0 (86.0)                         | 30.6 (87.1)                         | 32.2 (90.0)                         |
| 일평균 최고 기온 °C (°F)                | 28.3 (82.9)                         | 29.4 (84.9)                         | 30.0 (86.0)                         | 30.0 (86.0)                         | 28.9 (84.0)                         | 27.8 (82.0)                         | 27.2 (81.0)                         | 26.1 (79.0)                         | 26.1 (79.0)                         | 26.1 (79.0)                         | 26.7 (80.1)                         | 27.2 (81.0)                         | 27.8 (82.0)                         |
| 일평균 최저 기온 °C (°F)                | 22.8 (73.0)                         | 23.9 (75.0)                         | 24.4 (75.9)                         | 24.4 (75.9)                         | 23.9 (75.0)                         | 22.8 (73.0)                         | 22.2 (72.0)                         | 21.1 (70.0)                         | 21.1 (70.0)                         | 21.1 (70.0)                         | 22.2 (72.0)                         | 22.6 (72.7)                         | 22.7 (72.9)                         |
| 역대 최저 기온 °C (°F)                  | 18.9 (66.0)                         | 20.0 (68.0)                         | 21.1 (70.0)                         | 20.6 (69.1)                         | 19.4 (66.9)                         | 19.4 (66.9)                         | 19.4 (66.9)                         | 18.3 (64.9)                         | 17.2 (63.0)                         | 18.3 (64.9)                         | 17.8 (64.0)                         | 17.8 (64.0)                         | 17.2 (63.0)                         |
| 평균 강수량 mm (인치)                   | 8 (0.3)                             | 10 (0.4)                            | 38 (1.5)                            | 30 (1.2)                            | 10 (0.4)                            | 15 (0.6)                            | 13 (0.5)                            | 10 (0.4)                            | 10 (0.4)                            | 13 (0.5)                            | 8 (0.3)                             | 8 (0.3)                             | 173 (6.8)                           |
| 평균 강수일수 (≥ 0.3 mm)                | 7                                   | 5                                   | 7                                   | 8                                   | 6                                   | 8                                   | 7                                   | 8                                   | 10                                  | 12                                  | 8                                   | 8                                   | 94                                  |
| 평균 상대 습도 (%)                      | 74                                  | 73                                  | 73                                  | 73                                  | 70                                  | 69                                  | 69                                  | 70                                  | 73                                  | 73                                  | 72                                  | 73                                  | 72                                  |
| 평균 월간 일조시간                      | 229                                 | 224                                 | 276                                 | 267                                 | 264                                 | 260                                 | 239                                 | 217                                 | 165                                 | 161                                 | 159                                 | 198                                 | 2,659                               |
| 출처 1: 독일 기상청                     |                                     |                                     |                                     |                                     |                                     |                                     |                                     |                                     |                                     |                                     |                                     |                                     |                                     |
| 출처 2: Danish Meteorological Institute |                                     |                                     |                                     |                                     |                                     |                                     |                                     |                                     |                                     |                                     |                                     |                                     |                                     |

## 인구
섬에 주민은 살지 않고, 섬 주민은 회사나 조직 구성원과 그 가족이다. 인구는 대략 880명 정도로 그 중에 70명은 미국 시민이다. 취락은 5개 있고 행정부 소재지는 조지타운이다.
- 조지타운(Georgetown)- 약 450명
- 캣힐(Cat Hill) - 미군 기지
- 레지덴시(The Residency)
- 트래벌러스힐(Traveller's Hill) -영국 공군 기지
- 투보트 마을(Two Boats Village)

## 같이 보기
- 디에고가르시아섬
- 세인트헬레나
- 트리스탄다쿠냐